# Internationaal Secretariaat der Nationale Vakcentrales
Het Internationaal Secretariaat der  Nationale Vakcentrales (IS) was een internationale vakbond.

## Historiek
Het IS werd gesticht op initiatief van de Deen Jens Jensen (SFD) met steun van de Brit Isaac Michel (GFTU) tijdens een conferentie in Kopenhagen op 21 augustus 1901. Het IS werd opgericht met als doel een internationaal contact- en overlegorgaan te vormen tussen de verschillende aangesloten vakbonden en vakcentrales. De logistieke leiding van het IS werd toevertrouwd aan de Duitser Carl Legien (GGD).
Tot de stichtende leden behoorden de General Federation of Trade Unions (GFTU), het Generalkommission der Gewerkschaften Deutschlands (GGD), de Syndikale Kommissie van België (SK), de Samvirkende Fagforbund i Danmark (SFD), de Arbeidernes Faglige Landsorganisajon (AFL), de Landsorganisationen i Sverige (LO) en het Suomen Ammattijärjestö (SAJ). In 1902 sloten de Confédération Générale du Travail (CGT) en het Nationaal Arbeids-Secretariaat (NAS) aan, later volgde ook de American Federation of Labor (AFL). De CGT trok zich na meningsverschillen tussen 1905 en 1909 terug uit de organisatie.
Tijdens het congres van Zürich in 1913 werd het IS omgevormd tot het Internationaal Vakverbond (IVV).